# Wu Xiubo
- Este é um nome chinês; o sobrenome é Wu.

Wu Xiubo (chinês: 吴秀波, pinyin: Wú Xiù Bō, nascido em 5 de setembro de 1968) é um ator, músico e produtor chinês, mais conhecido como Xinjie Liu, o protagonista da série televisiva Before the Dawn, pelo qual recebeu vários prêmios.

## Discografia

### Álbum de Estúdio
- 2000: Love Battle (爱之战)